# August Meineke

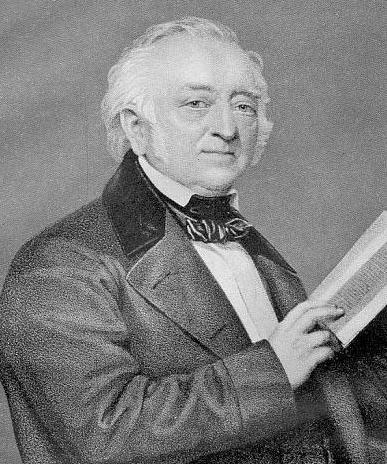
Johann Albrecht Friedrich August Meineke

Johann Albrecht Friedrich August Meineke (auch Augustus Meineke; * 8. Dezember 1790 in Soest; † 12. Dezember 1870 in Berlin) war ein deutscher Altphilologe.

## Leben
August Meineke wurde am 8. Dezember 1790 als Sohn des Gymnasialdirektors in Soest geboren. Zu seinen Schwiegersöhnen zählten der spätere Rektor des Magdeburger Domgymnasiums Johannes Horkel und sein Kollege am Joachimsthalschen Gymnasiums Theodor Bergk.
Wie sein Vater besuchte er von 1805 bis 1810 die Landesschule Pforta. Anschließend studierte er bei Gottfried Hermann an der Universität Leipzig drei Semester Klassische Philologie und wurde auf dessen Empfehlung zum Professor am Conradinum in Jenkau (bei Danzig) berufen. 1814 wechselte er an das Akademische Gymnasium in Danzig, wo er ab 1817 Gymnasialrektor war. Von 1826 bis 1856 war er als Nachfolger von Bernhard Moritz Snethlage in Berlin Direktor des Joachimsthalschen Gymnasiums. Sein Lebenswerk war die Ausgabe der Fragmenta Comicorum Graecorum (1839–1857), einer zu ihrer Zeit unübertroffenen Ausgabe der Fragmente aller griechischen Komödiendichter.
August Meineke starb, nur vier Tage nach seinem 80. Geburtstag, am 12. Dezember 1870 in Berlin und wurde auf dem dortigen Domfriedhof I an der Liesenstraße beigesetzt. Das Grab ist nicht erhalten geblieben.

Seit 1899 trägt die Meinekestraße in Charlottenburg und Wilmersdorf, die zwischen dem Kurfürstendamm und der Schaperstraße verläuft und am damaligen Joachimsthal’schen Gymnasium endet, seinen Namen. 

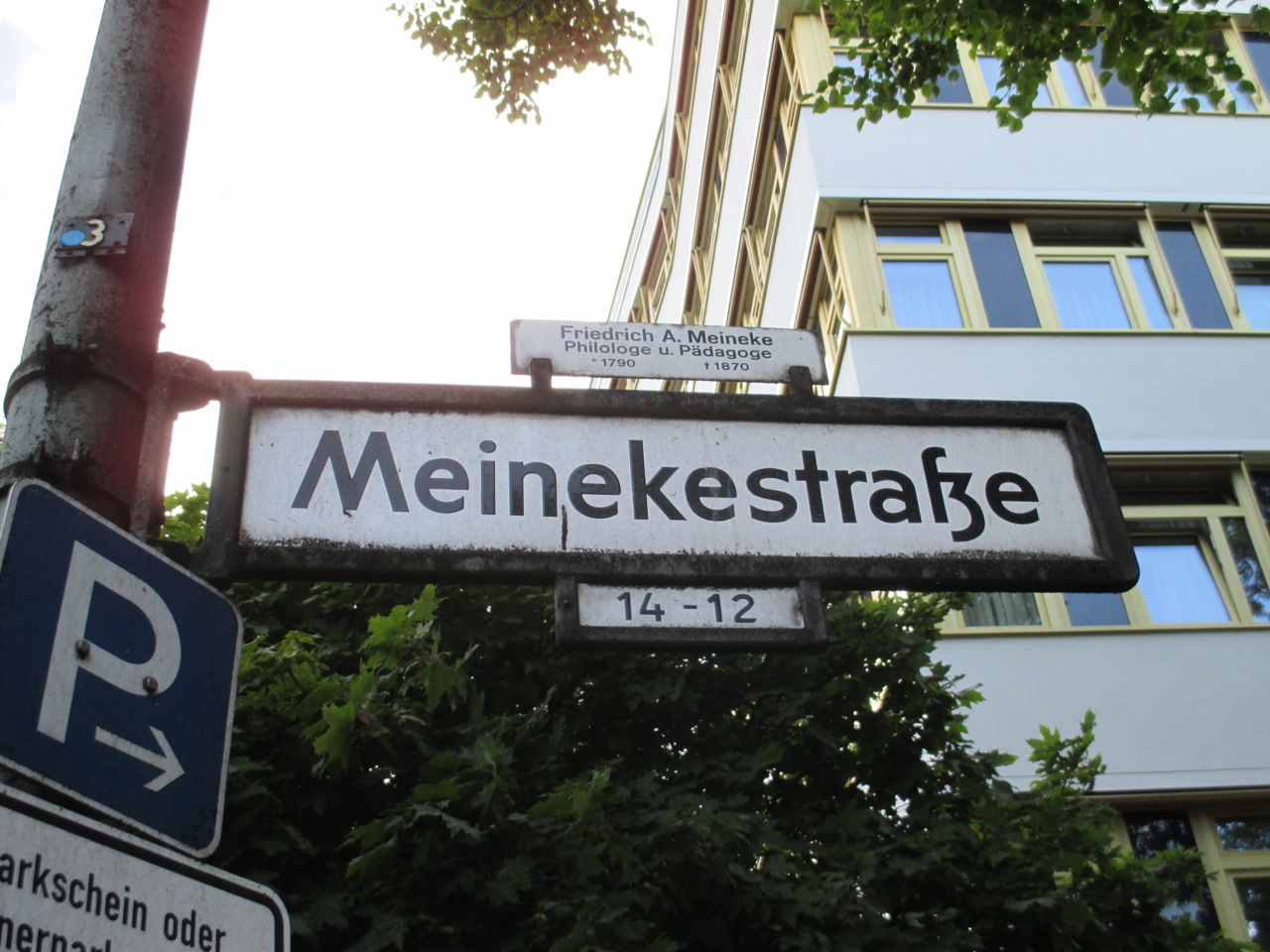
Berliner Straßenschild der Meinekestraße mit Widmung